# Aratinga labati
El Perico de Guadalupe (Aratinga labati) fue una especie de especie de ave de la familia de los loros (Psittacidae) endémico de la Isla de Guadalupe.

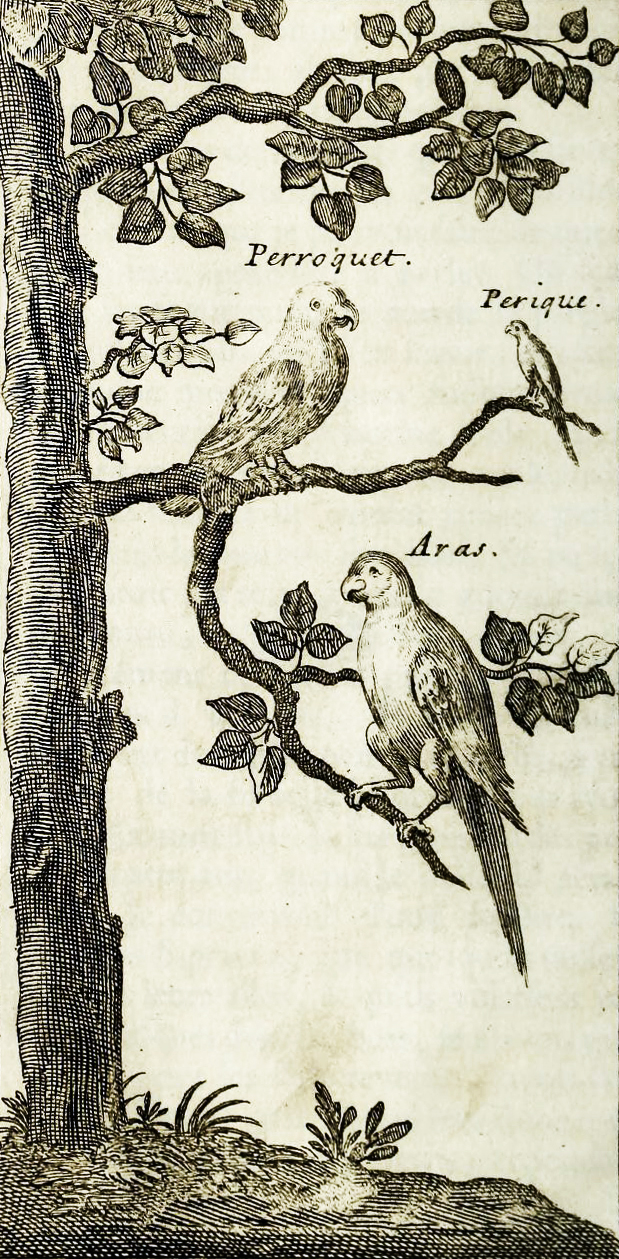
Perico de Guadalupe, en la parte superior derecha, en una ilustración de 1722

Jean-Baptiste Labat describió una población de pequeños pericos viviendo en Guadalupe, que fue postulada como una especie aparte basada en pequeñas evidencias. Ellos fueron llamados Conurus labati, y ahora se les llama Perico de Guadalupe (Aratinga labati). Actualmente no queda ningún espécimen por lo que estos periquitos se consideran extintos. Su taxonomía tal vez nunca será aclarada, por lo que su postulación como especie aparte es hipotética.